# 马耳他骑士团团徽
馬爾他騎士團团徽也是该组织的骑士徽章，使用欧洲传统皇家紋章风格，中间的盾牌与马耳他骑士团团旗一样使用白色红底的圣乔治十字，其背后有银白色的马耳他十字支撑。背面撑挂深绿金边的白鼬帘。顶饰为镶有珍珠宝石的黄金皇冠，冠顶又有银白马耳他十字。启用于18世纪中叶，关于团徽的法律编入马耳他骑士团的宪章中的第六章。马耳他骑士团的代表徽章相对简略，在红色的盾牌上有白色的马耳他十字图案。该徽章启用于13世纪。